# 贝尔特里 (北部省)
贝尔特里（法語：Bertry，法語發音：[bɛʁtʁi]）是法国上法蘭西大區北部省的一个市镇，属于康布雷区。

## 地理
贝尔特里（50°5'15"N, 3°26'33"E）面积8.54 平方千米，位于法国上法蘭西大區北部省，该省份为法国最北部的省份及最长的省份，西北濒北海，西接加来海峡省，南至埃纳省和索姆省，东与比利时接壤。
与贝尔特里接壤的市镇（或旧市镇、城区）包括：科德里、特鲁瓦维勒、克拉里、马雷兹、莫鲁瓦、蒙蒂尼昂康布雷西、勒蒙。

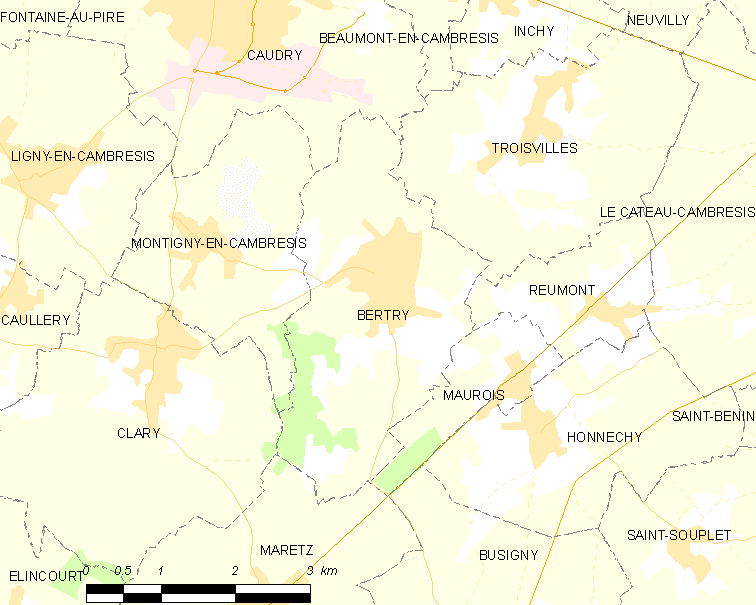
的OSM定位图

贝尔特里的时区为UTC+01:00、UTC+02:00（夏令时）。

## 行政
贝尔特里的邮政编码为59980，INSEE市镇编码为59074。

## 政治
贝尔特里所属的省级选区为勒卡托康布雷西县。

## 人口

1962-2008年间人口变化图示

贝尔特里于2022年1月1日时的人口数量为2138人。